# 紅椰子
紅椰子（学名：Cyrtostachys renda）为棕櫚科猩猩椰子屬下的一个种。

## 扩展阅读
- 維基物種上的相關：紅椰子